# 九州電力やらせメール事件

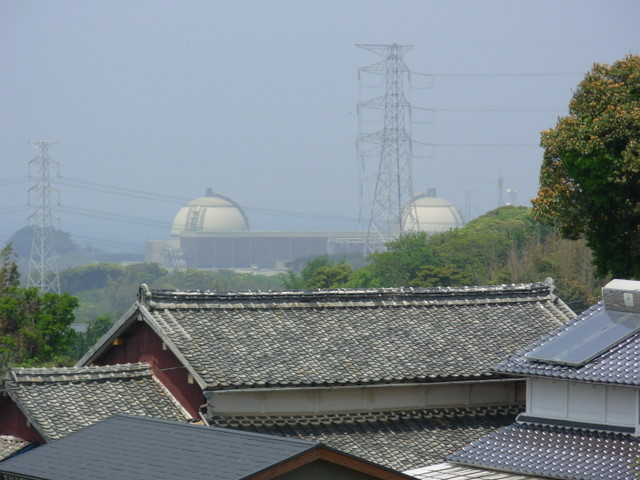
この工作の発覚により、玄海町長は玄海原子力発電所再稼動同意を撤回（遠景）

九州電力やらせメール事件（きゅうしゅうでんりょくやらせメールじけん）は、2011年6月、玄海原子力発電所2、3号機の運転再開に向け日本の経済産業省が主催し生放送された「佐賀県民向け説明会」実施にあたり、九州電力が関係会社の社員らに運転再開を支持する文言の電子メールを投稿するよう指示していた世論偽装工作事件（サクラ、やらせ）である。

## 経緯

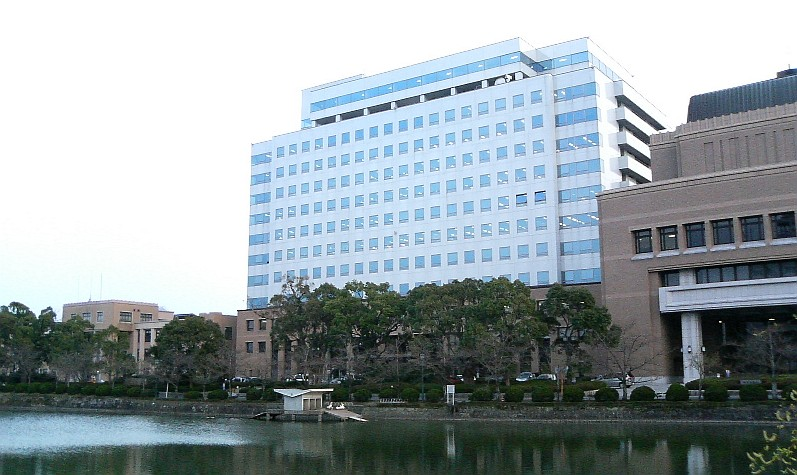
佐賀県庁は事前に把握していたが対応を取らなかった（佐賀県庁舎）。

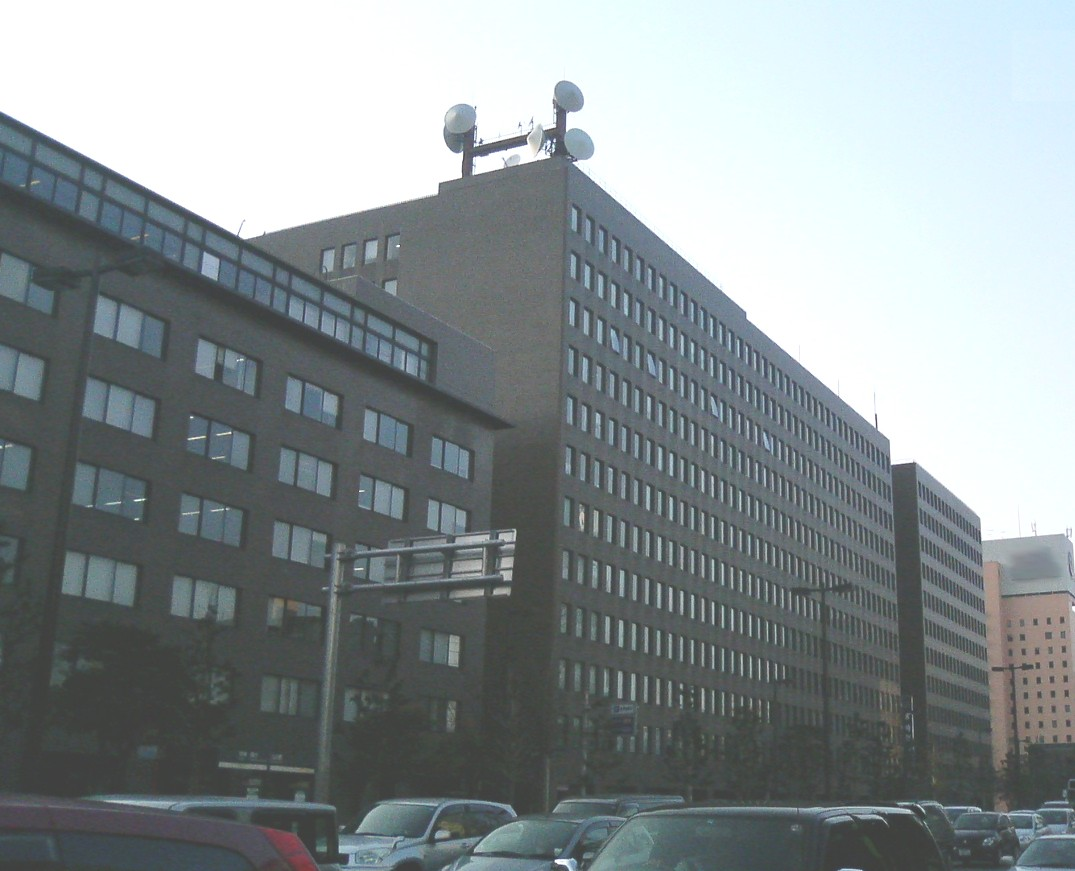
九州電力は当初全否定したが、後に社長の辞任意向表明につながる（本社屋）。

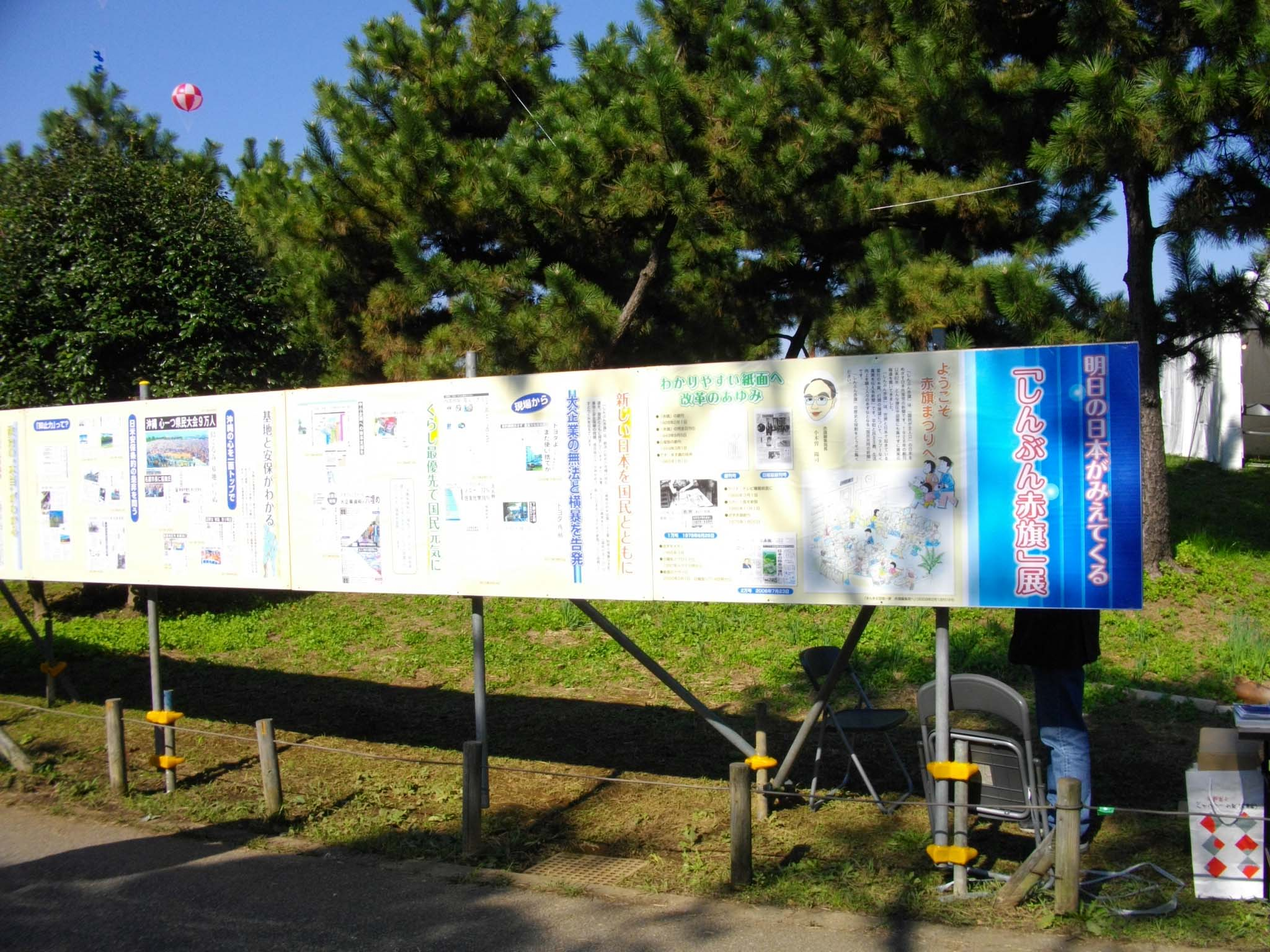
大手メディアではなく、政党紙しんぶん赤旗のスクープであった（イメージ画像：しんぶん赤旗展より）

### 発端からやらせメール発出まで
- 6月21日 佐賀県知事古川康が、九州電力副社長で原発トップの段上守、同社常務・原子力発電本部長諸岡雅俊、同社佐賀支店長大坪潔晴と会談。26日の佐賀県民向け説明会が話題となり、「経済界には再稼働を容認する意見があるが、表に出ない」「こうした機会を利用して声を出すことも必要だ」との考えを伝えた。段上守ら3人は、会談後の昼食の席で「（説明会で）再開賛成の意見を増やすことが必要」との認識で一致した[1][2]。
- 6月22日 「協力会社本店 各位 【ご依頼】国主催の佐賀県民向け説明会へのネット参加について 2011年6月22日14時16分」で始まるメール[3]が、九州電力本社原子力発電本部の課長級社員から、子会社4社と同社3事業所の社員各1人に送信された。これは、段上守副社長が原子力発電本部部長（当時）に指示を出したことによるものであった[2]。この日、佐賀県民向け説明会は、原発立地県として運転再開の是非を判断するため古川康知事が国に開催を要請していたものであること、地元広告代理店(佐賀新聞社の完全子会社・佐賀広告センター）により「特定の地域や信条に偏らないようバランスよく」選定された県民6-7人、学識経験者、経済産業省資源エネルギー庁、原子力安全・保安院担当者が出席し、佐賀市にあるぶんぶんテレビ（佐賀新聞社が出資し同新聞社の隣に本社を置くケーブルテレビ局）のスタジオで約1時間半の予定で公開質疑を行うこと、などが明らかになった[4]。

### 内部告発と事実否定、放置
- 6月25日 九州電力子会社の社員が福岡県内の日本共産党事務所を訪れ、やらせメールの指示があったことを内部告発、社員向け通知文書を提供した[5]。
- 6月26日 午前10時より、『放送フォーラムin佐賀県「しっかり聞きたい、玄海原発」～玄海原子力発電所 緊急安全対策 県民説明番組～』（主催：経済産業省、企画・制作・著作：経済産業省）開催。ケーブルテレビとインターネットで生中継された。視聴者からの質問が同時に受け付けられ、その数はファックス116件、メール473件、うちメールでの賛成226件、反対119件、その他128件であった[6]。
  - 開始直前の26日朝、佐賀県議会の武藤明美議員（日本共産党）が佐賀県幹部職員にやらせメール指示文書の存在を伝えたところ、話を聞いた幹部職員は「本当なら褒められた話ではない」と感じたが、実際の文書がなく、番組放送も迫っていたため、対応を取らなかった。その後も県主催の説明会が決まるなど業務に追われ、問題が発覚した7月6日まで九州電力への確認を取っておらず、「番組直前で、国が分かりやすく説明してくれるかどうかで頭がいっぱいだった。何も手を打っていないと非難されても仕方ない」と後に述べた[6]。
  - このころマンガ評論家紙屋高雪が福岡県にある九州電力関連企業の人物からやらせメール情報を受け取っており、自身のブログで紹介するとともに、やらせメールのあてこすりテンプレートを考案、掲載した[7]。
- 6月28日 九州電力第87回定時株主総会。やらせメールが議論になった様子は見られない。
- 6月下旬 朝日新聞は「説明会の件で、九州電力が社員に『賛成・安全という議論をネットでわき起こせ』と指示していた」との情報を入手、九州電力に事実関係を尋ねたが、九州電力広報は「メールで指示することは考えられない」と否定していた[8]。

### しんぶん赤旗によるスクープと引き続く事実否認
- 7月2日 しんぶん赤旗がやらせの事実をスクープした[9]。
- 7月4日 鹿児島県議会原子力安全対策等特別委員会で、松崎真琴（日本共産党）が事実関係を質問し、参考人の九州電力原子力発電本部副本部長は「そのような事実はございません」旨回答した[10][11]。

### 国会質疑により重大問題に、社長は辞意表明
- 7月6日 衆議院予算委員会で笠井亮氏（日本共産党）がこの問題を質問し、当時の菅直人内閣総理大臣は「大変けしからんことだ」、海江田万里経済産業大臣も「やっているとしたらけしからん話だ。しかるべき措置を取る」と答弁した[12]。この国会質疑がきっかけで九州電力の眞部利應社長が事実を認め謝罪、報道各社がいっせいに取り上げることとなった。
- 7月7日 眞部、経営責任を明確にするため近く辞任する考えを表明した[13]。
- 7月8日 九州電力の松尾新吾会長は6月末に同社を退職した原子力発電担当トップである副社長から部下の部長への指示が発端であったとし、自身と社長真部利応の進退については判断を先送りした[14]。
- 7月14日 九州電力は、一連の経緯や再発防止策をまとめた社内調査報告書を経済産業省に提出、公表。実際に投稿した社員、子会社・取引先関係者は141人であったとした。また、3人の幹部の認識の一致から部下への指示がなされた、組織的対応であったことを認めた[2]。

### 第三者委員会による調査で知事関与認定
- 7月21日 - 社内調査を行う経営管理本部が原子力発電本部に対し、プルサーマル関連資料を渡すように要請したところ、原子力発電本部副本部長が「個人的な（情報が入った）資料は抜いておけ」と同本部の部下に除外を指示し、一部の資料が実際に除外された[15]。
- 7月27日 - 九州電力の取締役会が問題の検証と再発防止策の検討を行う第三者委員会設置を決定、同日初会合が開かれた。以下の4人で構成された。
  - 委員長：郷原信郎（名城大学教授、コンプライアンス研究センター長、弁護士）
  - 委員：阿部道明（九州大学大学院法学研究院教授）、岡本浩一（東洋英和女学院大学人間科学部教授、社会学博士）、古谷由紀子（公益社団法人日本消費生活アドバイザー・コンサルタント協会理事）[16][17][15]。
- 9月8日 - 第三者委員会は中間報告書を九州電力に提出した。佐賀県の古川康知事が6月21日に九電幹部と会談した際の発言が発端となって、やらせ問題を誘導したことを、会談参加者の発言メモなどを元に認定した[18]。これに対し、古川知事は「真意とは異なる形で発言メモが作られた」「私が責任を取ることにはならない」などと反論した[19]。
- 9月30日 - 第三者委員会は、最終報告書を九州電力に提出。古川知事が6月21日の発言メモと「同趣旨の発言を行った」と認定、「『民意』が賛成に向けられるように九電が動いた」と断定した[20]。

### 九電最終報告書提出と社長続投決定
- 10月14日午前 - 九州電力は臨時取締役会を開いた後、この問題に関する最終報告書を経済産業省資源エネルギー庁に提出した。同日午後、真部社長は記者会見に応じ、続投を表明するとともに、この最終報告書の提出をもって、第三者委員会の調査が完全に終息し、委員会は九州電力の経営にもはや関係がないかのような認識を示す発言があった。「第三者委員会も調査が終わったわけで、(郷原氏は）もう委員長でないわけですから」「私どもは私どもの見解があるわけですから、(郷原氏は）今後は関わって欲しくない」。なお、報告書は古川知事の責任や関与をほとんど記述せず、第三者委員会の認定を事実上否定した。また、後に明らかになった同日午前の臨時取締役会の内容は、真部利応社長が松尾新吾会長に提出していた辞表の取り扱いを議論するもので、全会一致で続投を決めるとともに、関係者の減俸処分を決定したが、更迭や異動はなかった[21]。
- 10月16日 - 枝野幸男経済産業大臣は九電最終報告書について、「佐賀県知事の発言が（やらせに）影響したかどうかが論点ではない。自分たちでは信用されないから第三者に検証してもらったのに、第三者委の意見を自分たちでチェックをしたら間違っていると思いました、では全く意味がない。そこに気付かない、国民の目線に対する感覚が理解不能だ」と述べた。九電トップの続投については、「原発周辺住民の皆さんの理解を得るのは難しいだろう」と批判し、原発再稼働への障害になるとの認識を示した[22]。
- 10月18日 - 九州電力は、いったん採用を見送った第三者委員会の見解をあらためて取り入れた修正版最終報告書を週明けにも枝野経済産業省に再提出する方針を固めた（11月23日時点では最提出されていない）[23]。
- 2013年6月21日、九州電力子会社の九州通信ネットワークで取締役会長に就任、なおこの役職は直近の株主総会で突然設置が決められたものだという[24]。

## 関連文献
- 「「やらせメール」上意下達の構造 会長様が偉すぎる「九州電力」社長の社内序列」『週刊新潮』第56巻第28号、新潮社、2011年7月、130-132頁、ISSN 04887484、NAID 40018882469。
- 藤吉雅春「九電「やらせメール」どころじゃない スクープ! 東京電力元社員が明かす「ペテン説明会」全手口!--国が主催する「公開ヒアリング」。その実態は、東電お手盛りの"出来レース"だった」『週刊文春』第53巻第29号、文芸春秋、2011年7月、22-25頁、NAID 40018882517。
- 小後遊二「平成考現学(64)やらせメール」『ベルダ』第17巻第8号、ベストブック、2011年8月、39頁、NAID 40018913454。
- 「国内情勢 社会・経済情勢 九州電力が玄海原発説明会で、社員に「やらせメール」を指示」『治安フォーラム』第17巻第10号、立花書房、2011年10月、84-86頁、NAID 40019016261。
- 毛利甚八「原発再稼働への隠れ蓑? 吉野ヶ里遺跡に「メガソーラー」 : やらせメール古川・佐賀県知事の思惑」『サンデー毎日』第91巻第21号、毎日新聞社、2012年5月、40-42頁、ISSN 0039-5234、NAID 40019241004。
- 緒方陽子, 深水大輔「不祥事調査報告書から読み取る役員の行為規範(File 3)九電やらせメール事件」『ビジネス法務』第12巻第12号、中央経済社、2012年12月、116-119頁、NAID 40019446406。